# Elise Barensfeld
Juliane Katharine Elisabet Barensfeld (* 27. August 1796 in Regensburg; † nach 1820) war eine Sängerin.

## Leben und Leistungen
Juliane Katharine Elisabet Barensfeld, deren Rufname Elisabet auch in der Form Elise benutzt wurde, war als musikalisches Wunderkind bekannt. Ersten Gesangsunterricht bekam sie in Regensburg von Johann Franz Xaver Sterkel (1750–1817), der ihr in seiner 12. Liedersammlung zwei Lieder auf Texte von Benedikt Josef M. von Koller: Mädchen mit der Silberstimme und Schön ist einer Rose jugendliche Knospe widmete. Als 12- bis 13-Jährige war sie mit dem berühmten Regensburger Mechaniker und Beethoven-Freund Johann Nepomuk Mälzel – dem Erfinder des Metronoms – auf Konzerttourneen unterwegs und setzte ab 1809 in Wien ihre Ausbildung zur Sängerin unter anderem bei Antonio Salieri fort. In Wien lebte sie bei Mälzel, und erst 1813 verließ die dann 17-Jährige ihren Mentor, als sie aus Wien fortging. Später wurde sie Kammersängerin der Großherzogin von Baden, doch nach 1820 verlieren sich ihre Lebensspuren.
Rita Steblin hält es für denkbar, dass Elisabet Barensfeld die Widmungsempfängerin von Beethovens Klavierstück Für Elise war. Deren Verbindung zu Therese Malfatti, der späteren Besitzerin des Elise-Manuskripts, ist mittelbar nachweisbar: diese lebte in nächster Nähe des Hauses, in dem Mälzel mit seiner Elevin wohnte. Nach Steblin könnte Therese Malfatti die 13-jährige Elisabet Barensfeld auf dem Klavier unterrichtet haben. Es ist jedoch nicht belegbar, dass sie auch zum Bekanntenkreis des Komponisten gehörte.